# Petar Gluhakovic
Peter Gluhakovic (Vienna, 25 marzo 1996) è un calciatore austriaco, difensore del Marchfeld Donauauen.

## Carriera

### Club
Il 4 settembre 2019 viene acquistato dalla Dinamo Zagabria.

### Nazionale
Ha partecipato agli Europei Under-21 del 2019.

## Statistiche

### Presenze e reti nei club
Statistiche aggiornate al 23 novembre 2017.
| Stagione                 | Squadra                  | Campionato               | Campionato | Campionato | Coppe nazionali | Coppe nazionali | Coppe nazionali | Coppe continentali | Coppe continentali | Coppe continentali | Altre coppe | Altre coppe | Altre coppe | Totale | Totale | Totale |
| Stagione                 | Squadra                  | Comp                     | Pres       | Reti       | Comp            | Pres            | Reti            | Comp               | Pres               | Reti               | Comp        | Pres        | Reti        | Pres   | Reti   |        |
| ------------------------ | ------------------------ | ------------------------ | ---------- | ---------- | --------------- | --------------- | --------------- | ------------------ | ------------------ | ------------------ | ----------- | ----------- | ----------- | ------ | ------ | ------ |
| 2012-2013                | Austria Vienna II        | RL                       | 11         | 0          | -               | -               | -               | -                  | -                  | -                  | -           | -           | -           | 11     | 0      |        |
| 2013-2014                | Austria Vienna II        | RL                       | 13         | 0          | -               | -               | -               | -                  | -                  | -                  | -           | -           | -           | 13     | 0      |        |
| 2014-2015                | Austria Vienna II        | RL                       | 16         | 0          | -               | -               | -               | -                  | -                  | -                  | -           | -           | -           | 16     | 0      |        |
| 2015-2016                | Austria Vienna II        | RL                       | 27         | 1          | -               | -               | -               | -                  | -                  | -                  | -           | -           | -           | 27     | 1      |        |
| 2016-2017                | Austria Vienna II        | RL                       | 21         | 0          | -               | -               | -               | -                  | -                  | -                  | -           | -           | -           | 21     | 0      |        |
| Totale Austria Vienna II | Totale Austria Vienna II | Totale Austria Vienna II | 88         | 1          |                 | -               | -               |                    | -                  | -                  |             | -           | -           | 88     | 1      |        |
| 2016-2017                | Austria Vienna           | BL                       | 1          | 0          | CA              | 1               | 0               | UEL                | 0                  | 0                  | -           | -           | -           | 2      | 0      |        |
| 2017-2018                | Austria Vienna           | BL                       | 6          | 0          | CA              | 1               | 0               | UCL+UEL            | 0+3                | 0                  | -           | -           | -           | 10     | 0      |        |
| Totale Austria Vienna    | Totale Austria Vienna    | Totale Austria Vienna    | 7          | 0          |                 | 2               | 0               |                    | 3                  | 0                  |             | -           | -           | 12     | 0      |        |
| Totale carriera          | Totale carriera          | Totale carriera          | 100        | 1          |                 | 2               | 0               |                    | 3                  | 0                  |             | -           | -           | 105    | 1      |        |